# Dendronephthya argentea
Dendronephthya argentea är en korallart som beskrevs av Kükenthal 1905. Dendronephthya argentea ingår i släktet Dendronephthya och familjen Nephtheidae. Inga underarter finns listade i Catalogue of Life.